# Sandro Salvetti
Alessandro Salvetti (Genova, 1922 – Milano, 2000) è stato un giocatore di bridge e imprenditore italiano.

## Biografia
Imprenditore, è stato il capitano della Nazionale Italiana di Bridge con cui ha vinto tre Campionati del Mondo (1973, 1974, 1975) e per due volte secondo.
Ha fondato nel 1949 a Milano la Castolin Italiana poi Salteco SPA azienda leader nel settore della commercializzazione dei materiali e leghe speciali per saldatura della casa madre svizzera Castolin+Eutectic. Nel 1952, sempre a Milano, dà vita alla Società Italiana Superior, poi Enniosei srl, che prima in Europa svilupperà un caminetto prefabbricato, il Superfire, su brevetto del progettista svizzero Hans Fauser. Fu Presidente per lunghi anni, a metà degli anni settanta, della Società Artisti e Patriottica di Milano, uno dei più antichi sodalizi milanesi, nato nel 1776 con lo scopo di radunare e aiutare lo sviluppo dell'arte a Milano.